# 오사키정
오사키정(일본어: 大崎町)은 일본 가고시마현 동남부에 있는 소오군의 정이다.

## 지리
가고시마현 오스미반도의 동부에 위치한다. 정의 일부는 시부시시에 둘러싸인 월경지이고 정 안에는 시부시시의 월경지도 있다.

### 인접한 자치체
- 가노야시
- 소오시
- 시부시시
- 기모쓰키군 히가시쿠시라정

## 역사
메이지 시대 초기까지는 현재의 시부시시와 함께 휴가국 모로카타군에 속했다. 에도 시대에는 사쓰마번령이 되었고 폐번치현 이후 가고시마현→미야코노조현→미야자키현→가고시마현으로 소속이 바뀌었다.
- 1889년 4월 1일 - 정촌제 시행으로 미나미모로카타군 오사키촌이 성립하였다.
- 1891년 2월 - 노가타촌을 분리하였다.
- 1896년 4월 1일 - 미나미모로카타군의 합병으로 소오군에 속하게 되었다.
- 1936년 1월 1일 - 정으로 승격하였다.
- 1955년 4월 1일 - 노가타촌 일부를 편입하였다.

## 경제
귤, 망고, 멜론, 가지를 생산한다.

## 교통

### 도로
- 국도 220호선
- 국도 269호선